# Agnes Kafula
Agnes Mpingana Kafula (* 1. November 1955 in Onuumba, Südwestafrika, heute Namibia) ist eine namibische SWAPO-Politikerin. Sie war von 2012 bis 2014 Bürgermeisterin von Windhoek.

## Leben
Agnes Kafula ging nach ihrem Schulabschluss in Oshakati und einer Tätigkeit als Lehrerin 1977 nach Angola zur Unterstützung des Freiheitskampfes der SWAPO. Sie überlebte als eine der wenigen das Cassinga-Massaker vom 4. Mai 1978, bei dem ein Luftlande-Angriff der South African Defence Force auf ein Ausbildungs- und Flüchtlingslager der SWAPO zahlreiche Opfer forderte. Nach einer militärischen Ausbildung war sie in Angola als Lehrerin in der Erwachsenenausbildung tätig und betrieb eine Kindertagesstätte in Cassinga. Im Jahre 1978 besuchte sie einen Kurs für die Entwicklung von Kindern in Lusaka in Sambia. Am Bournville College in Birmingham, Großbritannien, machte sie eine Ausbildung in Kinderbetreuung. In Moskau absolvierte sie einen Zertifikatsstudiengang in Sozialwissenschaften. Nach ihrer Rückkehr war sie in Luanda, Angola, unter anderem Assistentin des Direktors des United Nations Vocational Training Centre for Namibians (UNVCT).
Nach der Unabhängigkeit Namibias war sie für verschiedene Regierungsministerien tätig. Im Mai 2004 wurde sie in den Stadtrat von Windhoek gewählt. Sie war Mitglied im Management Committee (2005–2008), Stellvertretende Bürgermeisterin im Jahr 2008 und Vorsitzende des City’s Management Committee von 2011 bis 2012. Sie ist seit 2011 Präsidentin der Association of Local Authority in Namibia (ALAN).
Agnes Kafula wurde am 26. November 2012 als Nachfolgerin von Elaine Trepper zur Bürgermeisterin der Stadt Windhoek gewählt. Am 2. Dezember 2013 erfolgte die Wiederwahl.